# Saco de dormir

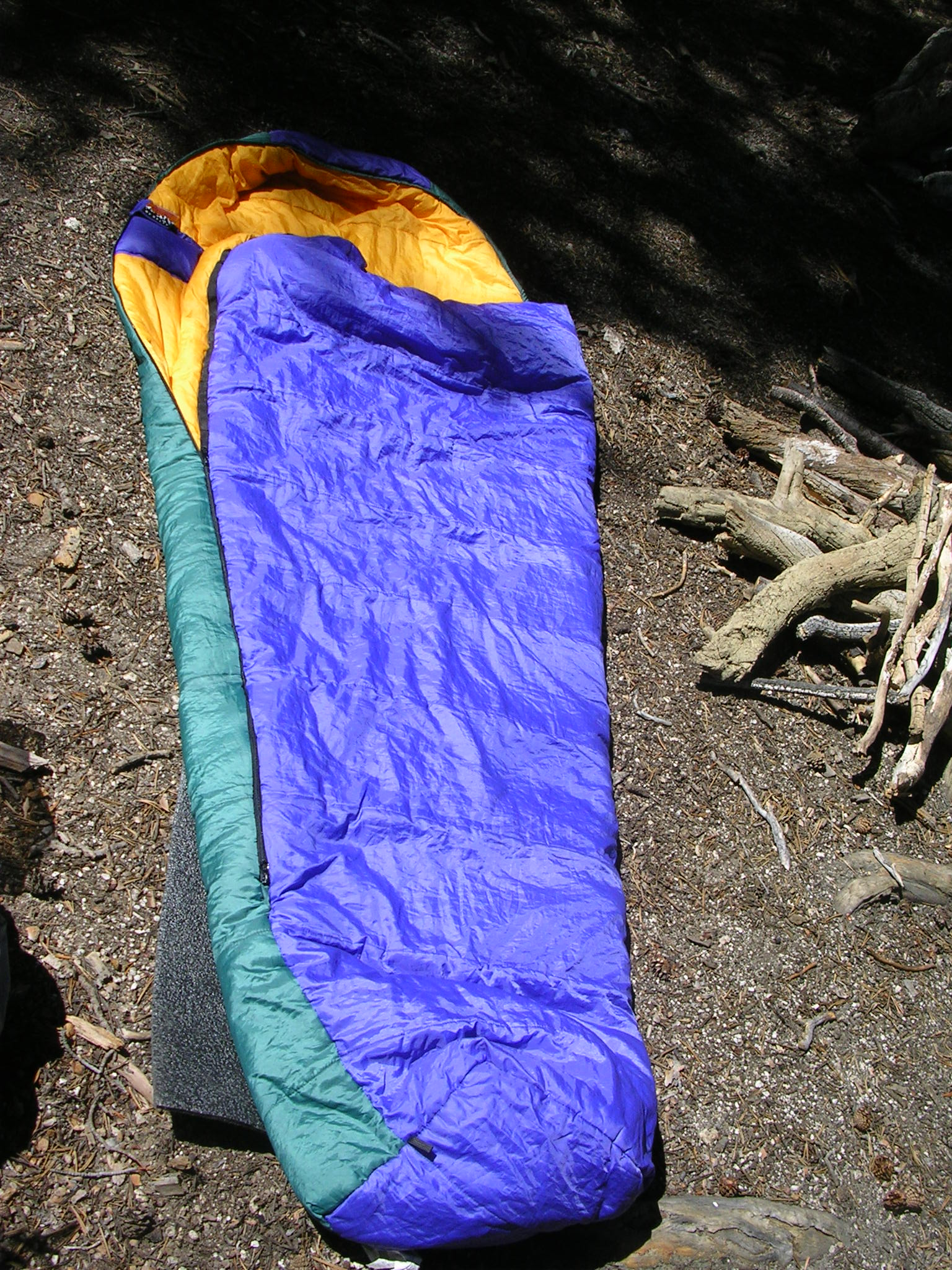
Saco de dormir

Un saco de dormir, bolsa de dormir o sobre de dormir es una bolsa protectora diseñada para que una persona duerma adentro. Esencialmente, se trata de una manta que se puede cerrar con una cremallera o medios similares, y ejerce funciones de cama en situaciones (por ejemplo, acampadas, escaladas, senderismo, etc.).
El propósito primario del saco de dormir es proporcionar calor y aislamiento térmico a su usuario. También protege, hasta cierto punto, contra la sensación térmica, las precipitaciones, y la exposición a las miradas ajenas, pero una tienda de campaña realiza mejor esas funciones . La base del saco de dormir también proporciona cierta amortiguación, pero generalmente se utiliza además una colchoneta de dormir para ese propósito. Un saco de vivac (bivy) es una cubierta impermeable para un saco de dormir que se puede utilizar en lugar de una tienda para viajeros con equipaje ligero o como protección si se produce mal tiempo.
Un buen saco de dormir debe ser compacto, ligero y ofrecer una buena protección térmica.

## Tipos de diseño

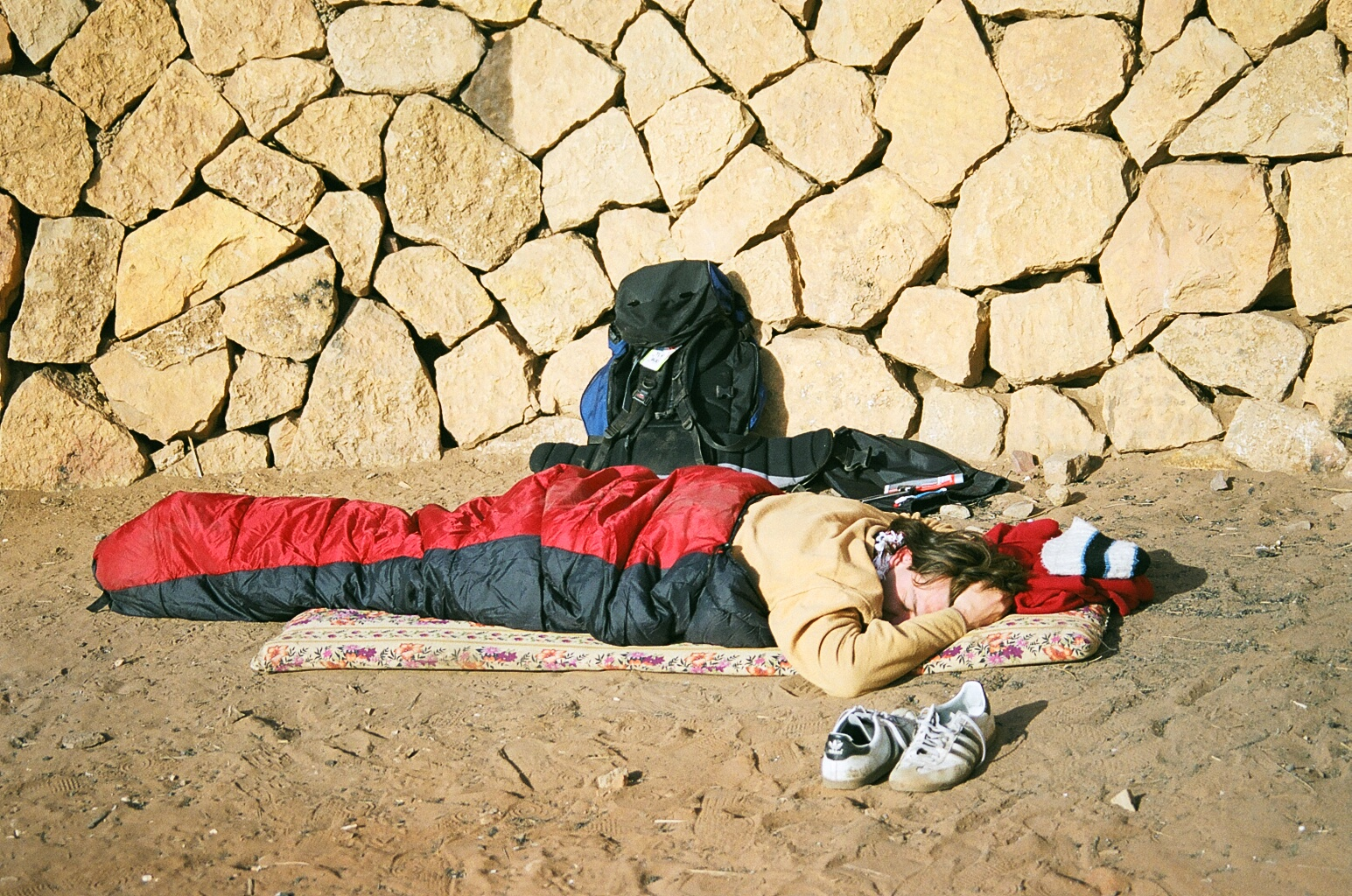
Durmiendo en un saco de dormir

Un saco de dormir cromático es simplemente una manta cuadrada, cerrada con una cremallera en uno o dos lados, permitiendo que sea doblada por la mitad y que pueda asegurarse en esta posición. Un saco de dormir de este tipo es embalado doblándose por la mitad o por tercios, enrollándose hacia arriba y asegurándose con correas o cuerdas sujetas en fijadores. Las ventajas de un saco de dormir de diseño básico son adecuadas para la mayoría de las necesidades de una acampada pero son inadecuadas bajo circunstancias más  exigentes.
El segundo tipo principal de saco de dormir, a veces llamado una «bolsa tipo momia» (en inglés, mummy bag) debido a su forma, es diferente por varias razones importantes. Tiene una forma puntiaguda en el extremo de los pies reduciendo así su volumen y superficie y mejorando sus propiedades totales de retención calorífica. Algunas bolsas se diseñan especialmente para acomodar las formas del cuerpo de las mujeres. La mayoría de los bolsas tipo momia no se abren hasta la base de los pies. La cremallera es un punto débil en las capacidades aislantes de cualquier saco de dormir. Así como la forma puntiaguda, esta característica del diseño ayuda a proteger los pies que son más vulnerables a la pérdida de calor que otras partes del cuerpo. Otra característica del diseño es un lazo, equipado de un cierre de cuerda en el extremo superior para ayudar a prevenir la pérdida de aire caliente. Una «bolsa tipo momia» a menudo no se puede enrollar como una bolsa rectangular. En su lugar, se introduce simplemente en un saco ceñido.